# Gymnasium Odenkirchen
Das Gymnasium Odenkirchen ist ein vollausgebautes staatliches Gymnasium im Ortsteil Odenkirchen der Stadt Mönchengladbach. Es liegt im Süden der Stadt und wird von etwa 750 Schülern (Stand März 2024) besucht. Das Schulgebäude stammt aus der wilhelminischen Zeit.

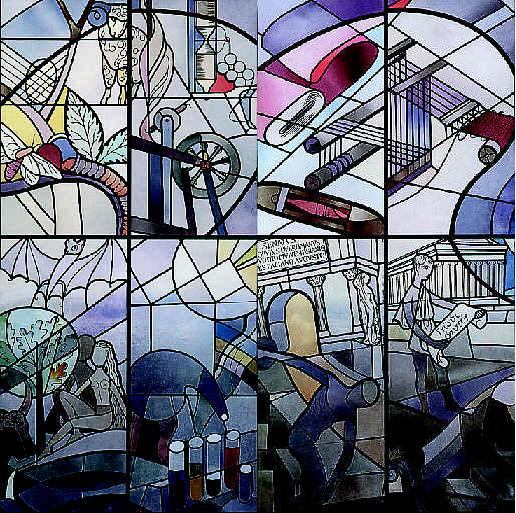
Aulafenster des Gymnasiums Odenkirchen

## Schwerpunkte
Schüler können in der Klasse 5 eines der folgenden Module wählen:
1. Englisch mit bilingualen Modulen
2. MINT (naturwissenschaftlicher Schwerpunkt)
3. Sport (seit Schuljahr 2023/24)

In der weiteren Schullaufbahn können zusätzlich die Sprachen Französisch und Spanisch gewählt werden. Besondere Wahlmöglichkeiten bestehen im Abitur: Die Fächer Kunst und Sport können als Abiturfächer gewählt werden. Jeder Schüler der Oberstufe muss Geschichte als Fach belegen. In der Differenzierung ab Klasse 9 wird zusätzlich Informatik, Erdkunde/Geschichte, Spanisch und Biologie/Chemie angeboten.

## Geschichte
Als Gründungsjahr des Gymnasiums Odenkirchen gilt das Jahr 1861. In diesem Jahr trat der Philologe Friedrich Martin Schöpwinkel seinen Dienst in Odenkirchen an und baute die neue Schule auf. Zwar gab es bereits früher Bestrebungen, eine Höhere Schule in Odenkirchen zu gründen, aber erst ab 1861 wurden die geeigneten Strukturen geschaffen.
Getragen wurde die Schule zu Beginn von der evangelischen Kirchengemeinde Odenkirchen. 1888 wurde die Schule in eine paritätische Einrichtung umgewandelt und stand Kindern aller Konfessionen offen. Drei Jahre später übernahm die Stadt Odenkirchen die Schule und führte sie als Rektoratsschule fort. Ab 1902 wurde der Unterricht monoedukativ erteilt. Die Mädchenschule wurde 1906 ausgegliedert, so dass die ursprüngliche Schule als Jungenschule fortgeführt wurde. Zu Beginn des 20. Jahrhunderts war das heutige Gymnasium Odenkirchen eine Zubringerschule für das Rheydter Gymnasium.
1909 beschloss die Stadtverwaltung, die Schule zur Städtischen Realschule Odenkirchen auszubauen. Danach stieg die Schülerzahl an, so dass ein neues Schulgebäude benötigt wurde. 1912 begann der Bau des heutigen Schulgebäudes, das am 28. März 1914 offiziell eingeweiht wurde und noch heute das Zentrum der Schule ist. Das Gebäude liegt auf einer Anhöhe und wird vom Tiergarten Odenkirchen und dem Stadtwald Odenkirchen eingegrenzt.
Ab 1917 gab es in Odenkirchen erfolgreiche Bestrebungen, die Schule zu einem Realgymnasium auszubauen. Im Jahre 1925 verließen die ersten sechs Abiturienten das Gymnasium Odenkirchen.
Im Zweiten Weltkrieg wurde das Schulgebäude bereits Ende August 1943 durch Bomben schwer beschädigt. Ab 1945 begann der Neuaufbau der Schule. Dabei profitierte die Schule auch vom wirtschaftlichen Aufschwung Westdeutschlands. Die Schülerzahl stieg rapide und 1959 wurde ein Neubau (B-Bau) errichtet. Der weitere Erfolg der Schule lässt sich auch an den Erweiterungsbauten messen. Bereits im Schuljahr 1965/1966 wurde ein zweiter Erweiterungsbau (C-Bau) errichtet, der im Jahr 1983 erneut um einen modernen Naturwissenschaftstrakt ergänzt wurde. Die größte Änderung der Neuzeit war 1974 die Auflösung der Jungenschule und die Wiedereinführung der Koedukation nach über 70 Jahren.

## Denkmalbeschreibung
Das Schulgebäude liegt an städtebaulich exponierter Lage am Pixbusch inmitten eines Park- und Gartengeländes. Es handelt sich um einen dreischiffigen Putzbau über hohem Sockelgeschoss auf annähernd L-förmigem Grundriss. Durch den eingeschossigen Annexbau der Turnhalle und kleinere Vorbauten an Vorder- und Rückseite wurde das Objekt zu einem vielfältig gegliederten Baukörper erweitert.
Das Gebäude ist aus städtebaulichen und architektonischen sowie orts- und sozialhistorischen Gründen als Baudenkmal schützenswert. Es wurde unter Nr. M 050 am 29. August 1994 in die Denkmalliste der Stadt Mönchengladbach eingetragen.

## Schüleraustausch/Auslandskontakte
Das Gymnasium Odenkirchen bietet die Möglichkeit, verschiedene Länder und Kulturen kennenzulernen und einen Schüleraustausch mit Partnerschulen in Frankreich und England durchzuführen.
Seit 1965 findet ein Schüleraustausch mit dem Collège Saint Joseph in Wattrelos (Frankreich) statt. In den ersten Jahren trafen sich die Schüler im Frühjahr in Frankreich und im Herbst in Deutschland. Mittlerweile wird der Austausch jährlich abwechselnd in Wattrelos und Odenkirchen organisiert. Der Austausch mit einer englischen Schule findet jährlich mit der Grays Convent School in Grays statt. Im Jahr 2009 wurde auch erstmals ein Austausch mit einer Schule aus Warschau durchgeführt.
In den Jahren 2011 bis 2013 fand ein Austausch im Rahmen eines Comenius-Projekts, gefördert von der EU, statt. Schüler der Jahrgangsstufen 8 und 9 konnten sich daran beteiligen. Die Partner-Schulen in diesem Projekt befinden sich in Trojan (Bulgarien), Reggio Calabria (Italien), Saragossa (Spanien) und auf den Azoren (Portugal). Während des Projekts entstand ein Spiel zur Zukunft der Energieversorgung von Europa.
Seit dem Jahr 2014 findet eine jährliche Projektfahrt der Jahrgangsstufe Q2 nach Oswiecim (Polen) statt. Dort wird die Gedenkstätte des KZ Auschwitz besucht. Der Themenkomplex des Holocaust wird durch verschiedene Schülerreferate und Präsentationen vor Ort erarbeitet.

## Persönlichkeiten (Schüler)
- Wilfried Bauer, Geologe und Polarforscher, Hochschullehrer an der German University of Technology in Oman
- Hartmut Blankenstein, Diplomat
- Christoph Brücker, Ingenieur, Inhaber des Sir Richard Olver Chair für Luft- und Raumfahrttechnik an der City, University of London
- Norbert Bude, ehemaliger Oberbürgermeister der Stadt Mönchengladbach
- Frank Chastenier, Jazz-Pianist
- Helmut Freuen, Oberstadtdirektor von Rheydt (1968 bis 1974/75) und Mönchengladbach (1975 bis 1994)
- Michael Frontzeck, langjähriger Spieler von Borussia Mönchengladbach und der deutschen Nationalmannschaft und Fußballtrainer; wurde 1980 mit der Schülermannschaft des Gymnasiums Odenkirchen im Berliner Olympiastadion Bundessieger des Wettbewerbs Jugend trainiert für Olympia
- Hans Walter Hütter, Präsident der Stiftung Haus der Geschichte der Bundesrepublik Deutschland
- Anja Maria Kaftan, Sopranistin
- Gisela Kaufmann, preisgekrönte Natur-Filmerin
- Heinz Kremers, Theologe
- Martin Latterich, Mediziner an der Medizinischen Fakultät (Anatomie und Zellbiologie) der McGill University in Montreal
- Bernd Mey, Architekt
- Volker Pispers, Kabarettist
- Joachim Richter, Chemiker und ehem. Leiter des Institut für Physikalische Chemie an der RWTH Aachen
- Bernhard Schink,  Prorektor für Forschung an der Universität Konstanz
- Joachim Schwiers, Direktor Europäischer Gerichtshof
- Willy Wimmer, Politiker der CDU